# Manuel Félix Díaz
Manuel Félix Díaz, född 10 december 1983 i Santo Domingo, Dominikanska republiken, är en dominikansk boxare som tog OS-guld i lätt welterviktsboxning 2008 i Peking. Han deltog även i boxningstävlingarna vid olympiska sommarspelen 2004 i Aten, dock utan att ta medalj.

## Meriter

### Olympiska meriter

#### Olympiska sommarspelen 2008
- Huvudartikel: Boxning vid olympiska sommarspelen 2008

| Tävlande          | Viktklass       | Sextondelsfinal            | Åttondelsfinal       | Kvartsfinal            | Semifinal             | Final                    |
| Tävlande          | Viktklass       | Motståndare Resultat       | Motståndare Resultat | Motståndare Resultat   | Motståndare Resultat  | Motståndare Resultat     |
| ----------------- | --------------- | -------------------------- | -------------------- | ---------------------- | --------------------- | ------------------------ |
| Manuel Félix Díaz | Lätt weltervikt | Hambardzumyan (ARM) W 11-4 | Joyce (IRL) W +11-11 | Sepahvand (IRI) W 11-6 | Vastine (FRA) W 12-10 | Boonjumnong (THA) W 12-4 |